# مارينيو تشاغاس
مارينيو تشاغاس (بالبرتغالية: Marinho Chagas‏) (مواليد 8 فبراير 1952) هو لاعب كرة قدم. يلعب مع منتخب البرازيل لكرة القدم. سبق له أن لعب في كأس العالم لكرة القدم مع منتخب بلاده.

## روابط خارجية
- مارينيو تشاغاس على موقع الاتحاد الدولي (مؤرشف)  (الإنجليزية)
- مارينيو تشاغاس على موقع قاعدة بيانات كرة القدم.إي يو (الإنجليزية)
- مارينيو تشاغاس على موقع بيانات كرة القدم. دي إي (الألمانية)
- مارينيو تشاغاس على موقع ناشيونال فوتبول تيمز (الإنجليزية)